# Byssochlamys fulva
Byssochlamys fulva är en svampart som beskrevs av Olliver & G. Sm. 1933. Byssochlamys fulva ingår i släktet Byssochlamys och familjen Trichocomaceae.   Inga underarter finns listade i Catalogue of Life.